# Bye Bye My Love (U are the one)
「Bye Bye My Love (U are the one)」（バイ・バイ・マイ・ラヴ ユー・アー・ザ・ワン）は、サザンオールスターズの楽曲。自身の22作目のシングルとして、タイシタレーベルから7インチレコードで1985年5月29日に発売された。
1988年6月25日と1998年2月11日に8cmCDとして、2005年6月25日には12cmCDで再発売されている。2014年12月17日からはダウンロード配信、2019年12月20日からはストリーミング配信が開始されている。

## 背景・制作
前作「Tarako」から7か月ぶりに発売された作品。アルバム『KAMAKURA』のレコーディングの最中に発売された。本作のサブタイトルである (U are the one) の「U」は「You」の表象文字であり、歌詞表記では「You are the one」の表記が入っている。
本作ではサポートメンバーとして、矢口博康率いるリアル・フィッシュのメンバーが中心となり参加している。

## 収録曲
- 収録時間：8:45[6]

1. Bye Bye My Love (U are the one) (4:43)
（作詞・作曲：桑田佳祐 / 編曲：サザンオールスターズ & リアル・フィッシュ）
恋が終わり、自分ではどうすることもできずに離れていく女性への未練を歌った作品[7]。
メンバーは“一般受けする曲”と位置付けている[8]。
シンセサイザーによるデジタル・サウンドへのアプローチを進化された楽曲となっている[4]。イントロはキーボードの原由子が考えたものである[9]。
当時話題となったUSAフォー・アフリカの「ウィ・アー・ザ・ワールド」に対する返答として製作された[8]。
歌詞に"湘南御母堂"という言葉が出てくるが、このような御母堂（母親）は存在せず、桑田の造語だという[10]。
さまぁ〜ずの大竹一樹は本楽曲が好きであり、相方の三村マサカズと共に高校時代に千葉のバイト先で聴いていたことを明かしている[11][12][13]。
サンドウィッチマンの伊達みきおは2023年11月14日に放送された『バナナサンド』（TBSテレビ）のコーナー「ハモリ我慢ゲーム」で本楽曲を選曲し、コーラス隊のハモリにつられることなく歌い切っている[14]。
2. Dear John (Live at BUDOKAN) (4:02)
（作詞：桑田佳祐 / 作曲：桑田佳祐・八木正生 / 編曲：サザンオールスターズ）
1984年発売のアルバム『人気者で行こう』収録曲。1984年から1985年に掛けて行われたコンサートツアー『大衆音楽取締法違反“やっぱりアイツはクロだった!”実刑判決2月まで』の日本武道館での音源を収録しており、コーダでビートルズ「ザ・ロング・アンド・ワインディング・ロード」のフレーズが一節入る。

## 参加ミュージシャン
- 桑田佳祐:Vocal(#1,2)
- 大森隆志:Guitar, Chorus(#1,2)
- 原由子:Keyboards, Chorus(#1,2)、Accordion(#1)
- 関口和之:Bass, Chorus(#1,2)
- 松田弘:Drums, Chorus(#1,2)
- 野沢秀行:Percussion, Chorus(#1,2)

- Bye Bye My Love (U are the one)
  - 藤井丈司:Synthesizer Programming
  - 矢口博康:Sax
  - 福原マリ:Accordion
  - 美尾洋乃:Accordion, Violin
  - 渡辺等:Cello, Buzúki
  - 小滝満:Accordion
- Dear John (Live at BUDOKAN)
  - 藤井丈司:Synthesizer
  - 矢口博康:Sax

## 収録アルバム
| 曲名                            | 作品名                                    | 備考                           |
| ------------------------------- | ----------------------------------------- | ------------------------------ |
| Bye Bye My Love (U are the one) | KAMAKURA                                  |                                |
| Bye Bye My Love (U are the one) | BALLADE 2 '83〜'86                        |                                |
| Bye Bye My Love (U are the one) | すいか SOUTHERN ALL STARS SPECIAL 61SONGS | 数量限定商品のため、現在は廃盤 |
| Bye Bye My Love (U are the one) | 海のYeah!!                                |                                |
| Dear John (Live at BUDOKAN)     | アルバム未収録                            |                                |

## ミュージック・ビデオ収録作品
| 曲名                            | 作品名                                      | 備考                     |
| ------------------------------- | ------------------------------------------- | ------------------------ |
| Bye Bye My Love (U are the one) | SPACE MOSA 〜SPACE MUSEUM OF SOUTHERN ART〜 | 一部のみ収録、現在は廃盤 |
| Dear John (Live at BUDOKAN)     | 未収録                                      |                          |

## ライブ映像作品
| 曲名                                                            | 作品名                                                                  |
| --------------------------------------------------------------- | ----------------------------------------------------------------------- |
| Bye Bye My Love (U are the one)                                 | 1998 スーパーライブ in 渚園                                             |
| Bye Bye My Love (U are the one)                                 | シークレットライブ'99 SAS 事件簿 in 歌舞伎町                            |
| Bye Bye My Love (U are the one)                                 | FILM KILLER STREET (Director's Cut) & LIVE at TOKYO DOME                |
| Bye Bye My Love (U are the one)                                 | 真夏の大感謝祭 LIVE                                                     |
| Bye Bye My Love (U are the one)                                 | SUPER SUMMER LIVE 2013 「灼熱のマンピー!! G★スポット解禁!!」 胸熱完全版 |
| ミス・ブランニュー・デイ (MISS BRAND-NEW DAY) <Live at BUDOKAN> | 未収録                                                                  |